# Trachops cirrhosus
Trachops cirrhosus — вид родини листконосові (Phyllostomidae), ссавець ряду лиликоподібні (Vespertilioniformes, seu Chiroptera).

## Морфологічні та генетичні особливості
Довжина голови і тіла від 76 до 88 мм, довжина передпліччя між 57 і 64 мм, довжина хвоста між 12 і 21 мм, вага близько 32 грамів. Шерсть довга, пухнаста. Верхні частини тіла від коричневого до темно-червонувато-коричневого кольору, нижні — більш сіруваті. Вуха великі, прямі і широкі. Зубна формула: 2/2, 1/1, 2/3, 3/3 = 34. Каріотип, 2n=30 FN=56.

## Етимологія
грец. τραχύς — «суворий, грубий», грец. ωπος — «вигляд»; грец. κυρρος — «жовтувато-коричневий».

## Екологія
Спочиває у печерах, дуплах дерев, дорожніх водопропускних трубах та будівлях невеликим колоніями (менше шести осіб), але більші материнські колонії іноді зустрічаються в глибоких печерах. Хоча вони їдять комах, ці кажани є активними хижаками, і також харчуються ящірками, іншими ссавцями (у тому числі деякими кажанами), птахами і жабами. Єдине дитинча народжується в кінці сухого сезону.

## Середовище проживання
Країни проживання: Беліз, Болівія, Бразилія, Колумбія, Коста-Рика, Еквадор, Сальвадор, Французька Гвіана, Гватемала, Гаяна, Гондурас, Мексика, Нікарагуа, Панама, Перу, Суринам, Тринідад і Тобаго, Венесуела. Живе від низовин до 1400 м над рівнем моря. Значною мірою пов'язаний з тропічними вічнозеленими лісами, але також зустрічається в регіонах сухих листяних лісів поблизу вологих місць проживання. 